# أندرو دياز
أندرو دياز هو لاعب كرة قدم كندي، ولد في 19 مايو 1998 في تورونتو في كندا. لعب مع Toronto FC II ‏.

## وصلات خارجية
- أندرو دياز على موقع قاعدة بيانات كرة القدم.إي يو (الإنجليزية)
- أندرو دياز على موقع Soccerway.com (الإنجليزية)